# Ondřej Malý (herec, 1966)
Ondřej Malý (* 19. ledna 1966 Ostrava) je český herec, držitel Českého lva a Ceny české filmové kritiky 2010 za nejlepší mužský herecký výkon v hlavní roli ve filmu Pouta.

## Biografie
Absolvoval Janáčkovu konzervatoř v Ostravě, poté pokračoval v ročním postgraduálním studiu herectví na Emerson College v Londýně. Po návratu se mimo hraní věnoval překladu a daboval pro kabelovou televizi filmy z angličtiny. Živil se i jako vlekař na hoře Praděd. Několikrát hrál v Divadle Petra Bezruče a krátce hostoval v Divadle Na zábradlí. V roce 1997 získal stálé angažmá v Klicperově divadle v Hradci Králové.
Z prvního manželství s Pavlou Tomicovou, která je rovněž herečka, má dceru Anežku. V létě 2022 oznámili rozvod. S herečkou Kristýnou Kociánovou má syna Jakuba.
Poprvé hrál v roce 1980 v televizním seriálu Přátelé Zeleného údolí. Poté dostal šanci i ve filmech Fontána pro Zuzanu a Mrtvej brouk.
Jeho zatím největší rolí byl příslušník tajné policie Antonín ve filmu Pouta, za niž dostal v roce 2010 Českého lva za nejlepší mužský herecký výkon v hlavní roli. Za tuto hlavní roli získal na Cenách české filmové kritiky 2010 ocenění za nejlepší mužský herecký výkon v hlavní roli a Cenu RWE pro objev roku.

## Filmografie

### Filmové role
| Rok  | Název filmu                                                  | Role                         |
| ---- | ------------------------------------------------------------ | ---------------------------- |
| 1985 | Fontána pro Zuzanu                                           | Bohuš                        |
| 1998 | Mrtvej brouk                                                 | František                    |
| 2009 | Pouta                                                        | Antonín Rusnák               |
| 2009 | Zemský ráj to na pohled                                      | velitel                      |
| 2011 | Alois Nebel                                                  | Olda                         |
| 2011 | Lidice                                                       | Gusta                        |
| 2011 | Jeden statečný (krátký film)                                 | malý zlý pistolník           |
| 2012 | Ve stínu                                                     | prokurátor                   |
| 2012 | Dobytí vrabčího hnízda: Vzpomínky na Semiše (amatérský film) | semišolog                    |
| 2013 | Bez doteku                                                   | Kleiner                      |
| 2013 | Čtyři dny ve skladu                                          | zaměstnanec skladu           |
| 2014 | Fair Play                                                    | Pavelka                      |
| 2014 | MY 2                                                         | řemeslník                    |
| 2014 | Hany                                                         | Miroslav                     |
| 2014 | Jak jsme hráli čáru                                          | důstojník Reim               |
| 2014 | Krásno                                                       | policista Dan                |
| 2014 | Místa                                                        | řidič autobusu               |
| 2014 | Všiváci                                                      | Olda Fajkus                  |
| 2014 | Retriever (studentský film)                                  | Milan                        |
| 2014 | Strejda (studentský film)                                    | strejda                      |
| 2015 | Dítě číslo 44                                                | Yury Abelman                 |
| 2015 | Padesátka                                                    | skútrař Ostrý                |
| 2016 | Anthropoid                                                   | nacista                      |
| 2016 | Bezva ženská na krku                                         | pan Štětka                   |
| 2016 | Teorie tygra                                                 | major                        |
| 2016 | Učitelka                                                     | invalidní důchodce Řehák     |
| 2016 | Já, Olga Hepnarová                                           | psychiatr Spyrka             |
| 2016 | Rudý kapitán                                                 | Kyblík                       |
| 2016 | Krycí jméno Holec                                            | Hádek                        |
| 2016 | Lída Baarová                                                 | poručík ve věznici           |
| 2016 | Snovej (studentský film)                                     | šéf                          |
| 2017 | Milada                                                       | německý důstojník            |
| 2017 | Všechno nebo nic                                             | Rasťo                        |
| 2018 | Důvěrný nepřítel                                             | soused Max                   |
| 2018 | Toman                                                        | Aladar Berger                |
| 2018 | Úsměvy smutných mužů                                         | Honza                        |
| 2018 | Zlatý podraz                                                 | Hrabal                       |
| 2019 | Ženy v běhu                                                  | záchranář                    |
| 2019 | Vlastníci                                                    | pan Novák                    |
| 2019 | LOVEní                                                       | Eliščin nevlastní otec       |
| 2019 | Hra                                                          | radní Jahn                   |
| 2019 | Pláč svatého Šebestiána                                      | rytíř Gottfried z Eisenbergu |
| 2020 | Krajina ve stínu                                             | Alois Bednář                 |
| 2020 | Tichý společník                                              | Míra Malina                  |
| 2020 | Zpráva                                                       | Ondřej                       |
| 2021 | Deníček moderního fotra                                      | Dominikův otec               |
| 2021 | Kryštof                                                      | hajný                        |

### Televizní role
| Rok       | Název                                                    | Role                          | Poznámky                                                         |
| --------- | -------------------------------------------------------- | ----------------------------- | ---------------------------------------------------------------- |
| 1979      | Tybys                                                    | Honza                         | televizní seriál                                                 |
| 1980      | Přátelé Zeleného údolí                                   | Kája                          | televizní seriál                                                 |
| 1980      | Bakaláři                                                 | žák                           | televizní seriál, díl: „Jíška“                                   |
| 1983      | Michal detektivem                                        | bratr                         | televizní film                                                   |
| 1984      | Kočár pro princeznu                                      | Vojta                         | televizní film                                                   |
| 1984      | Dovolená na úrovni                                       | Mirek Čuhel                   | televizní film                                                   |
| 1985      | Logaritmus lásky                                         | Karel                         | televizní film                                                   |
| 1985      | O princezně, která nesměla na slunce                     | kuchtík                       | televizní film                                                   |
| 1985      | Chalupa na spadnutí                                      |                               | televizní film                                                   |
| 1988      | Chlapci a chlapi                                         | mazák                         | televizní seriál                                                 |
| 1989      | Čarodějův učeň                                           | fotograf Viktor               | televizní film                                                   |
| 1990      | Ten můj tam má spolužáka                                 | příslušník SNB                | televizní film                                                   |
| 1991      | Mládí na prodej                                          |                               | televizní film                                                   |
| 1998      | Převeliké klanění právě narozenému Jezulátku aneb Betlém | první pastýř                  | televizní film                                                   |
| 2012      | Základka                                                 | školník Alois                 | televizní seriál                                                 |
| 2012      | Vánoční hvězda                                           | Pepek                         | televizní film                                                   |
| 2013      | Hořící keř                                               | JUDr. Knapp                   | televizní minisérie                                              |
| 2013      | Nevinné lži                                              | Zima Vávra                    | televizní seriál, díly: „Klukovina“ „Druhý dech“                 |
| 2013      | Kriminálka Staré Město                                   | Karel Mach                    | televizní seriál                                                 |
| 2014      | Neviditelní                                              | Pivo                          | televizní seriál                                                 |
| 2014      | Vinaři                                                   | policista                     | televizní seriál                                                 |
| 2014      | Kriminálka Anděl                                         | Petr Kervitzer                | televizní seriál, díl: „Sekretář“                                |
| 2014      | Cirkus Bukowsky                                          | Šváb                          | televizní seriál                                                 |
| 2014–2015 | Škoda lásky                                              | Petr Němec                    | televizní seriál, díly: „Maruška“ „Divná Bára“                   |
| 2014–2016 | Případy 1. oddělení                                      | MUDr. Vojíř                   | televizní seriál                                                 |
| 2015      | Mamon                                                    | ministr Horváth               | televizní seriál                                                 |
| 2016      | Já, Mattoni                                              | Granz                         | televizní seriál, díly: „Císařovna“ a „Lokomotiva vládního rady“ |
| 2017      | Spravedlnost                                             | Radek                         | televizní minisérie                                              |
| 2017      | Četníci z Luhačovic                                      | Josef Hejkal                  | televizní seriál                                                 |
| 2017      | Svět pod hlavou                                          | psychiatr Šlajs               | televizní seriál, díly: „Anděl odplaty“ a „Mrtvý muž“            |
| 2017      | Mordparta                                                |                               | televizní seriál, díl: „Klášter“                                 |
| 2018      | Bůh s námi – od defenestrace k Bílé hoře                 | Ferdinand II. Habsburský      | televizní film                                                   |
| 2018      | O zakletém králi a odvážném Martinovi                    | knihovník                     | televizní film                                                   |
| 2018      | Rašín                                                    | Zdeněk Tobolka                | televizní film                                                   |
| 2019      | Princip slasti                                           | detektiv                      | televizní seriál                                                 |
| 2019      | Případ dvou básníků                                      | Kristián Vích                 | televizní film                                                   |
| 2019      | Princezna a půl království                               | Honzův táta                   | televizní film                                                   |
| 2020      | Anatomie zrady                                           | redaktor Antonín Pešl         | televizní film                                                   |
| 2020      | Zrádci                                                   |                               | televizní minisérie, díl: „Den pravdy“                           |
| 2021      | Božena                                                   | František Ladislav Čelakovský | televizní minisérie                                              |
| 2021      | Ptáci na kolejích                                        |                               | televizní seriál                                                 |
| 2021      | Zločiny Velké Prahy                                      | vrchní inspektor Braun        | televizní seriál                                                 |
| 2021      | Ochránce                                                 | Milan Válek                   | televizní seriál, díl: Veřejný nepřítel                          |
| 2022      | Odznak Vysočina                                          |                               | díl: Spirála                                                     |
| 2022      | S písní v tísni                                          | trenér                        | televizní film                                                   |
| 2022      | Stíny v mlze                                             | Hynek Hrazdil                 | televizní seriál                                                 |
| 2022      | Devadesátky                                              |                               | televizní seriál                                                 |
| 2023      | Agrometal                                                |                               | televizní seriál                                                 |
| 2023      | Banáni                                                   | Iggy                          |                                                                  |